# Olivér Várhelyi
Dans le nom hongrois Várhelyi Olivér, le nom de famille précède le prénom, mais cet article utilise l’ordre habituel en français Olivér Várhelyi, où le prénom précède le nom.
Olivér Várhelyi, né le 22 mars 1972 à Szeged, est un diplomate et homme politique hongrois.

## Biographie

### Carrière
Várhelyi obtient en 1994 un Master en études de droit européen à l'Université d'Aalborg au Danemark puis deux ans plus tard un diplôme en droit de l'Université de Szeged. En 2005, il réussit l'examen du barreau.
En 1995, il commence à travailler au ministère hongrois de l'Industrie et du Commerce, puis en 1996 au ministère des Affaires étrangères. À partir de 2001, il travaille à Bruxelles où, de 2003 à 2006, il dirige le service juridique de la Représentation permanente de la Hongrie auprès de l’UE. En tant que diplomate, il participe entre autres aux négociations de 2004 sur l'adhésion de la Hongrie à l'UE. En 2006, il retourne à Budapest où, jusqu'en 2008, il dirige le département de droit européen du ministère de la Justice hongrois. De 2008 à 2011, il est chef de département à la Commission européenne des droits de propriété industrielle. En 2011, il est chef adjoint de la représentation de la Hongrie à l'UE au sein de Péter Györkös. En 2015, il succède à Györkös en tant que chef de l'ambassade.

### Commissaire européen
En 2019, il est proposé par le gouvernement hongrois comme commissaire européen pour entrer dans la commission von der Leyen après le rejet du candidat précédent, László Trócsányi. Il hérite du portefeuille pour l'élargissement et la politique européenne de voisinage.
En mars 2020, en pleine pandémie de maladie à coronavirus, il annonce que les États membres de l'Union européenne sont parvenus à un accord politique sur l'ouverture des négociations d'adhésion avec l'Albanie et la Macédoine du Nord.
En octobre 2023, il propose de supprimer toute aide humanitaire de l'UE aux Gazaouis.